# Justicia chapana
Justicia chapana är en akantusväxtart som beskrevs av D.C. Wasshausen. Justicia chapana ingår i släktet Justicia och familjen akantusväxter. Inga underarter finns listade i Catalogue of Life.